# Línea 1 (SAO)
La línea 1 o Recorrido 150 Viviendas es una línea de colectivos urbana de San Antonio Oeste, que une el Centro con el Bo. 150 Viviendas. El boleto cuesta 2 pesos el general y 0,75 para estudiantes. Posee una longitud de 10,290 km.

## Recorrido principal
Sus recorrido es circunvalar, por lo que no tiene puntas de línea ni recorridos de ida/vuelta. Frecuencia: Cada Media Hora desde las 06:45 hasta las 22:00
Recorrido: ACA, Pedro Morón, Manuel Benito, O’giggins, Belgrano, Lavalle, San Martín, Moreno, Malvinas, Illia, Santa Cruz, Obregón, Malvinas, Maschiello, Balcarce, Guccerelli, Antártida Argentina, O’higgins.